# Bathyraja spinosissima
Bathyraja spinosissima е вид хрущялна риба от семейство Arhynchobatidae. Видът не е застрашен от изчезване.

## Разпространение и местообитание
Разпространен е в Коста Рика (Кокос), Русия и САЩ (Орегон).
Среща се на дълбочина от 1400 до 2743.8 m, при температура на водата от 1,8 до 3,3 °C и соленост 34,6 ‰.

## Описание
На дължина достигат до 1,5 m.